# Nhạc pop Vương quốc Liên hiệp Anh
Nhạc pop Anh hay nhạc pop Anh Quốc (tiếng Anh: British pop music) là dòng nhạc đại chúng được sản xuất theo kiểu thương mại tại Vương quốc Anh. Nó nổi lên trong khoảng thời gian từ giữa cho đến cuối những năm 1950 như một phiên bản thay thế mang tính chất mềm mại hơn cho dòng nhạc rock 'n' roll của Mỹ. Giống như nhạc pop Mỹ, nó cũng tập trung vào việc thu âm thương mại, thường nhắm vào thị trường khán thính giả trẻ tuổi, cũng như trên bảng xếp hạng Singles Chart thì thường là các bản tình ca tương đối ngắn và đơn giản. Trong khi những yếu tố cơ bản của dòng nhạc này đã duy trì khá bền bỉ thì nhạc pop vẫn tiếp thu những ảnh hưởng từ hầu hết các dạng khác của nhạc đại chúng, nhất là vay mượn từ sự phát triển của nhạc rock và tận dụng những cải tiến công nghệ chủ chốt để cho ra đời những biến tấu mới trên các chủ đề đang tồn tại. Kể từ Cuộc xâm lăng của nước Anh bằng các ban nhạc rock trong thập niên 1960 do The Beatles dẫn đầu thì nhạc pop Anh đã bắt đầu là sự đan xen hòa quyện giữa các nghệ sĩ và thể loại nhạc với sức lôi cuốn toàn quốc và sự thành công trên trường quốc tế, điều này đã tạo ra tác động đáng kể lên sự phát triển của dòng nhạc rộng lớn hơn và lên nhạc đại chúng nói chung.

## 1992–1999: Mô hình nhóm nhạc nam, các dòng nhạc Britpop và bass
Kể từ sau các bản hit R&B mang tính đột phá của nhóm nhạc Soul II Soul bao gồm "Keep On Movin'" và "Back to Life" năm 1989 thì đã tồn tại những nghệ sĩ nhạc soul da đen gồm có Omar và các ban nhạc acid jazz như Incognito và The Brand New Heavies mà hiện tại họ có thể theo đuổi sự nghiệp âm nhạc chính thống.

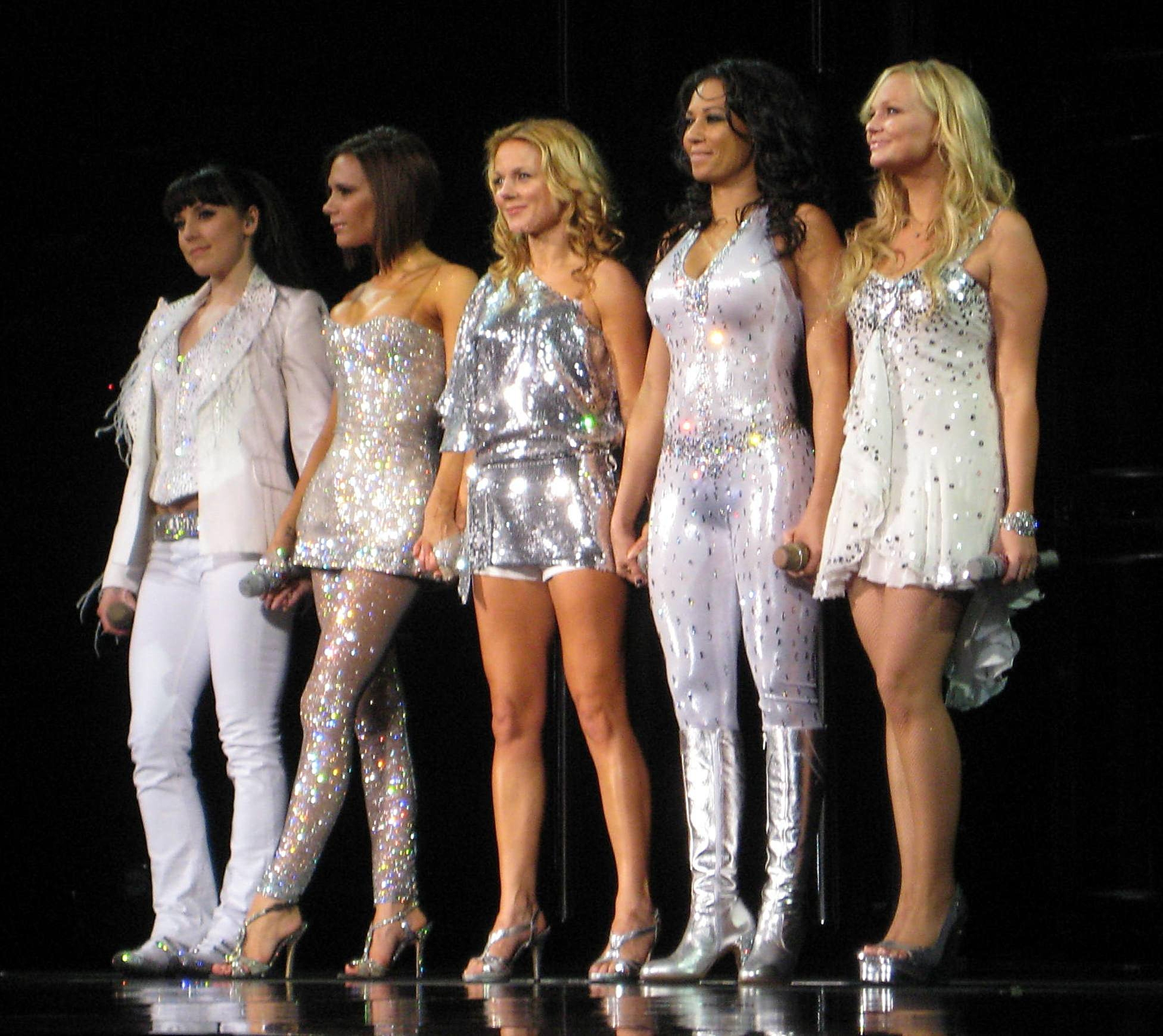
Nhóm Spice Girls trên sân khấu năm 2008

Thành công của các nhóm hợp âm và teen pop (nhóm nhạc nam) của Mỹ như New Edition và New Kids on the Block đã kéo theo các nghệ sĩ tại Anh Quốc, bao gồm nhóm Take That của ông bầu Nigel Martin-Smith và nhóm East 17 của Tom Watkins cũng trở nên nổi tiếng từ quãng năm 1992, cạnh tranh với các ban nhạc Ireland như Boyzone và OTT.